# Jari (Vorname)
Jari ist ein finnischer männlicher Vorname. Er ist eine Kurzform des Namens Jalmari  und mithin wie dieser eine Variante des nordgermanischen Namens Hjalmar.
Unabhängig vom finnischen ist der Gebrauch des Namens in slawischsprachigen Ländern wie Tschechien und Polen: hier begegnet Jari als Koseform von Namen wie Jaromir und Jaroslav (deren erster Bestandteil jeweils das gemeinslawische Adjektiv jar- „stark, kühn“ ist).

## Herkunft
Der Name Jari wurde im Jahre 1937 vom Schriftsteller Jalmari Finne (1874–1938) eigens für eines seiner Patenkinder erdacht und stellt sich als verkürzte Form seines eigenen Vornamens Jalmari dar, der seinerseits die finnische Variante des alten skandinavischen Vornamens Hjalmar ist und mithin eigentlich so viel wie „helmtragender Krieger“ bedeutet (altnordisch hjalmr „Helm, Schutz“ + her „Krieger, Heer“).

## Häufigkeit und Verbreitung
Bekanntheit erlangte der Name in den 1940er- und 1950er-Jahren durch die sentimentalen Liebesromane Aino Räsänens über die junge Landschullehrerin Helena Parola, die dem Charme des schneidigen Gutsbesitzers Jari Junkkeri verfällt (dessen Name wortwörtlich „Jari Junker“ bedeutet, und der oftmals als finnisches Pendant zu Rhett Butler in Vom Winde verweht beschrieben wurde). Zumindest die ersten vier der insgesamt zwölf Helena-Schnulzen erreichten für eine finnische Schriftstellerin zuvor ungeahnte und bis heute nicht wieder erreichte Auflagenhöhen, erwiesen sich auch als Kinofilme als Kassenschlager, und hatten außerdem zur Folge, dass Helena, Jari sowie Päivi (eine weitere Romanfigur) als Taufnamen populär wurden. In den Jahren 1960–1966 war Jari in der am häufigsten vergebene Jungenname überhaupt. Seither hat er indes deutlich an Popularität eingebüßt, in den ersten zwanzig Jahren des 21. Jahrhunderts wurde der Name nur 733 Mal vergeben (zum Vergleich: zwischen 1960 und 1979 wurden insgesamt 32.321 Finnen auf diesen Namen getauft).
Eine erstaunliche Renaissance erfuhr er jedoch seit Mitte der 1990er-Jahre in den Niederlanden, wo seither über 1500 Jungen auf den Namen Jari getauft worden sind. Diese Entwicklung wird auf die Erfolge des finnischen Fußballspielers Jari Litmanen zurückgeführt, der von 1992 bis 1999 bei Ajax Amsterdam unter Vertrag stand und dem Verein mit seinen Toren 1995 zum Gewinn der Champions League und des Weltpokals verhalf.

## Namenstag
Der Namenstag von Jari (wie auch von Jalmari) ist der 20. November.

## Namensträger

### Männlicher Vorname
- Jari Europaeus (* 1962), finnischer Fußballspieler und -trainer
- Jari Ilola (* 1978), finnischer Fußballspieler
- Jari Isometsä (* 1968), finnischer Skilangläufer
- Jari Joutsen (* 1978), finnischer Skilangläufer
- Jari Korpisalo (* 1966), finnischer Eishockeyspieler
- Jari Kurri (* 1960), finnischer Eishockeyspieler
- Jari Larinto (* 19**), finnischer Skispringer und Skisprungtrainer
- Jari-Matti Latvala (* 1985), finnischer Rallyefahrer
- Jari Laukkanen (Skilangläufer) (1962–2019), finnischer Skilangläufer
- Jari Laukkanen (Curler) (* 1965), finnischer Curler
- Jari Laukkanen (Eishockeyspieler) (* 1967), finnischer Eishockeyspieler
- Jari Litmanen (* 1971), finnischer Fußballspieler
- Jari Mäenpää (* 1977), finnischer Sänger und Gitarrist
- Jari Mantila (* 1971), finnischer Nordischer Kombinierer
- Jari Pasanen (* 1964), finnischer Eishockeyspieler und -trainer
- Jari Pekka Cuypers (* 1950), finnischer Karikaturist, Maler und Objektkünstler
- Jari Puikkonen (* 1959), finnischer Skispringer
- Jari Sillanpää (* 1965), schwedisch-finnischer Sänger
- Jari Tervo (* 1959), finnischer Autor
- Jari Viuhkola (* 1980), finnischer Eishockeyspieler

### Weiblicher Vorname
- Jari Askins (* 1953), US-amerikanische Politikerin